# Never Knew Love Like This Before
Singles de Stephanie Mills
Sweet Sensation
(1980) Two Hearts
(1980)
Never Knew Love Like This Before est une chanson de la chanteuse américaine Stephanie Mills, parue sur son quatrième album Sweet Sensation. Elle est écrite et composée par James Mtume et Reggie Lucas. Elle est sortie le 31 août 1980 en tant que deuxième single de l'album.
Never Knew Love Like This Before est devenue le plus grand succès de la chanteuse atteignant notamment la 6e place dans le Billboard Hot 100 américain, surpassant son single jusqu'alors meilleur classé, What Cha 'Gonna Do with My Lovin', qui a culminé à la 22e place. Il atteint également le top 5 au Royaume-Uni, aux Pays-Bas et en Belgique.
La chanson a remporté les prix de la meilleure chanson R&B et de la meilleure prestation vocale R&B féminine aux Grammy Awards de 1981.
Le duo français Organiz reprend la chanson en 1999. Cette version connaît le succès en Belgique et en France.

## Accueil commercial
La chanson est devenue le plus grand succès commercial de Stephanie Mills. Aux États-Unis, sur le classement Billboard Hot 100 américain, elle y atteint la 6e place. Le single a également obtenu le succès dans les classements Hot Black Singles et Adult Contemporary, atteignant respectivement la 12e et la 5e place. 
En Europe, le single fut un plus grand succès encore, atteignant la 2e place des classements aux Pays-Bas et en Belgique néerlandophone. Never Knew Love Like This Before atteint aussi la 4e place au Royaume-Uni dans le UK Singles Chart.
Le single se classe également dans le top 10 néo-zélandais, atteignant la 9e place du RIANZ Singles Top 40.

## Liste des titres
| A1. | Never Knew Love Like This Before | 3:29 |
| B1. | Still Mine                       | 5:33 |

## Crédits
- Stephanie Mills – voix principale
- Reggie Lucas  – guitare, écriture, production, chœurs
- James Mtume – chœurs, écriture, production, chœurs
- Howard King – batterie
- Basil Fearington – basse
- James Apostle  – claviers, percussions
- Hubert Eaves III  – claviers
- Ed Moore – guitare
- Ed Walsh – programmation de synthétiseur
- Tawatha Agee, Gwen Guthrie, et Brenda White King – chœurs
- Gene Blanco – arrangements des cordes et de cor

## Classements et certifications
| Classement (1980-81)                   | Meilleure position |
| -------------------------------------- | ------------------ |
| Afrique du Sud (Springbok Top 20)      | 4                  |
| Australie (Kent Music Report)          | 14                 |
| Autriche (Ö3 Austria Top 40)           | 11                 |
| Belgique (Flandre Ultratop 50 Singles) | 2                  |
| Canada (Top Singles)                   | 32                 |
| États-Unis (Hot 100)                   | 6                  |
| États-Unis (Adult Contemporary)        | 5                  |
| États-Unis (Hot Soul Singles)          | 12                 |
| États-Unis (Cash Box Top 100)          | 8                  |
| Irlande (Irish Singles Chart)          | 12                 |
| Nouvelle-Zélande (RMNZ)                | 9                  |
| Pays-Bas (Nederlandse Top 40)          | 1                  |
| Pays-Bas (Nationale Hitparade)         | 2                  |
| Royaume-Uni (UK Singles Chart)         | 4                  |

| Classement (1980)              | Position |
| ------------------------------ | -------- |
| Belgique (Flandre Ultratop)    | 32       |
| Pays-Bas (Nederlandse Top 40)  | 31       |
| Pays-Bas (Nationale Hitparade) | 28       |
| Royaume-Uni (UK Singles Chart) | 46       |

| Classement (1981)             | Position |
| ----------------------------- | -------- |
| Australie (Kent Music Report) | 60       |
| États-Unis (Cash Box)         | 59       |
| Nouvelle-Zélande (RIANZ)      | 41       |

## Version d'Organiz
Singles de Organiz
Are U Ready (Miss You)
(1998) Can We Talk About It
(1999)
Le duo français Organiz reprennent la chanson sous le titre I Never Knew Love Like This Before. Elle est sortie le 26 avril 1999.
Cette version permettra au duo de se classer aux 5e et 6e places des classements en France et en Belgique francophone respectivement. Elle est certifiée disque d'or en Belgique et en France.

### Liste des titres
| 1. | Never Knew Love Like This Before       | 4:30 |
| 2. | Only for the Sex (feat. Asto & Kaysha) | 5:33 |

| A1. | Never Knew Love Like This Before (Discorados Club Tune)   | 6:55 |
| B1. | Never Knew Love Like This Before (Discorados Single Tune) | 3:34 |
| B2. | Never Knew Love Like This Before                          | 4:28 |

### Classements et certifications
| Classement (1999-2000)                  | Meilleure position |
| --------------------------------------- | ------------------ |
| Belgique (Wallonie Ultratop 50 Singles) | 6                  |
| France (SNEP)                           | 5                  |

| Classement (1999)            | Position |
| ---------------------------- | -------- |
| Belgique (Wallonie Ultratop) | 39       |
| France (SNEP)                | 11       |

#### Certifications
| Pays                                                             | Certification | Ventes certifiées |
| ---------------------------------------------------------------- | ------------- | ----------------- |
| Belgique (BEA)                                                   | Or            | 10 000*           |
| France (SNEP)                                                    | Or            | 250 000*          |
| *Ventes selon la certification xNon précisé par la certification |               |                   |

## Autres reprises notables
En 1995, le chanteur allemand Thomas Anders du groupe Modern Talking reprend la chanson pour son album 6e album Souled. Elle est sortie comme deuxième single de l'album.
En 2003, la chanteuse belge Natalia (en) reprend le titre sur son premier album This Time.
En 2013, la chanteuse anglaise Jessie Ware reprend la chanson pour la bande originale de Mariage à l'anglaise.